# Megaselia excisoides
Megaselia excisoides är en tvåvingeart som beskrevs av Rudolf Beyer 1966. Megaselia excisoides ingår i släktet Megaselia och familjen puckelflugor. Inga underarter finns listade i Catalogue of Life.